# Ларнака (район)
Ларнака є одним з шести районів Кіпру. Його адміністративний центр є місто Ларнака. Невелика частина району була окупована турецькою армією в 1974, і знаходиться під контролем Турецької Республіки Північного Кіпру, котра є міжнародно невизнаною державою. Див. Кіпрський конфлікт.
Управління окупованою частиною району в Турецькій Республіці Північного Кіпру відбувається турецькою адміністрацією окупованої частини району Нікосія.
У Ларнаці розміщено порт та найбільший аеропорт острова Міжнародний Аеропорт Ларнаки. 

## Галерея

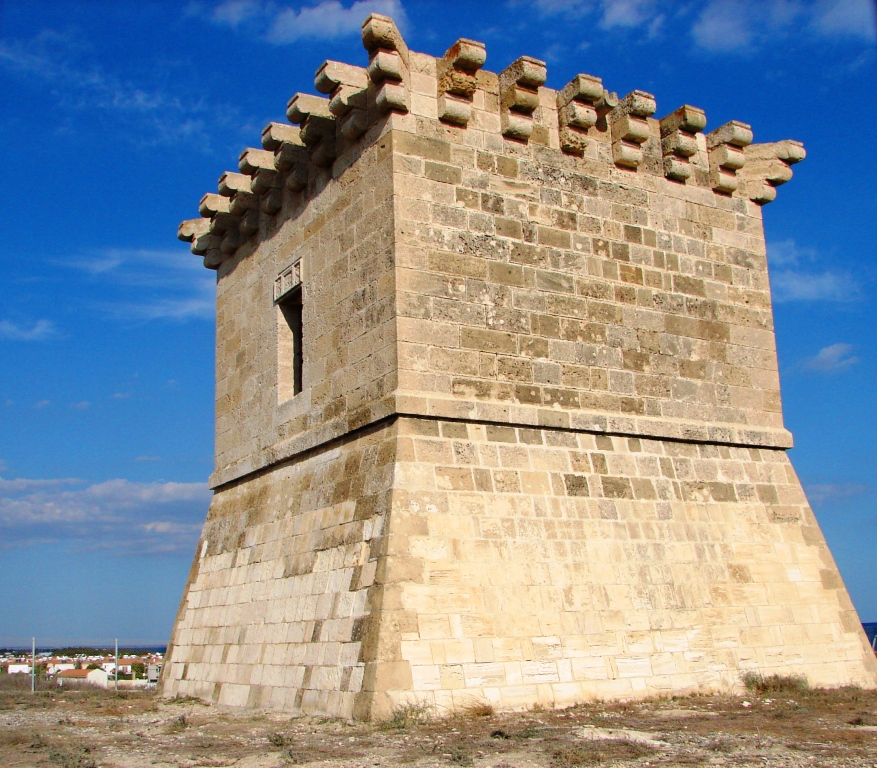
Вежа Рігени